# Hammerschmiede (Neuendettelsau)
Hammerschmiede (fränkisch: Hamma-schmidn) ist ein Gemeindeteil der Gemeinde Neuendettelsau im Landkreis Ansbach (Mittelfranken, Bayern). Hammerschmiede liegt in der Gemarkung Aich.

## Geografie
Die Einöde Hammerschmiede ist die erste an der Aurach gelegenen Mühle. Im Nordosten befindet sich der Hirtenbuck (429 m ü. NHN). An der Hammerschmiede führt die Staatsstraße 2410 vorbei, die zur Anschlussstelle 54 der Bundesautobahn 6 bzw. zu einer Anschlussstelle der Bundesstraße 14 führt. Durch eine Gemeindeverbindungsstraße gelangt man nach Geichsenhof (0,6 km südlich) bzw. nach Aich (0,3 km nordwestlich).

## Geschichte

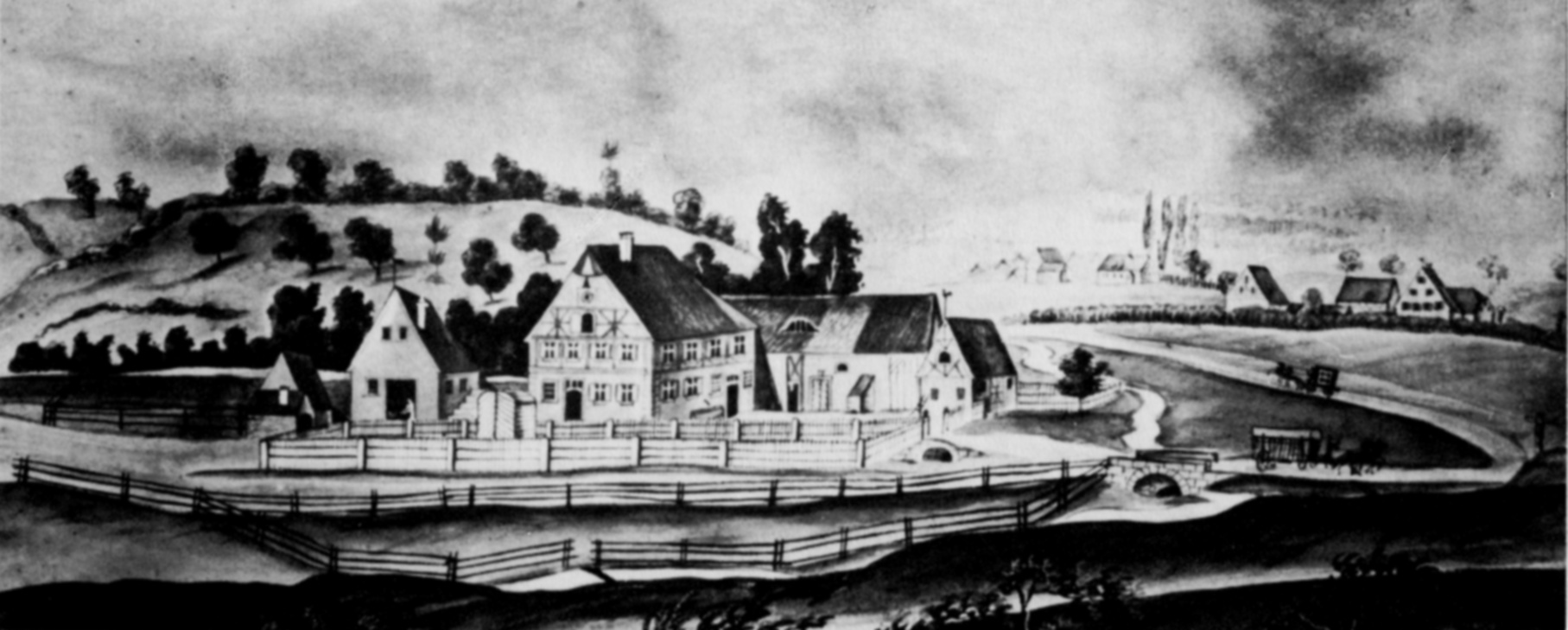
Hammerschmiede 1842

Der Ort wurde im Salbuch des Heilsbronner Klosters von 1402 als „molendium“ erstmals urkundlich erwähnt. 1708 wurde sie von Johannes Schäff aus Wallersdorf erworben, der sie zur Hammerschmiede ausbaute. Bis 1799 blieb sie im Besitz der Familie Schäff. Zu diesem Zeitpunkt war Margarete Schäff zur Witwe geworden und heiratete den Schmiedegesellen Johann Adam Dörflein.
Gegen Ende des 18. Jahrhunderts gehörte die Hammerschmiede zur Realgemeinde Aich. Das Anwesen hatte das brandenburg-ansbachische Klosterverwalteramt Heilsbronn als Grundherrn. Unter der preußischen Verwaltung (1792–1806) des Fürstentums Ansbach erhielt die Hammerschmiede bei der Vergabe der Hausnummern die Nr. 26 des Ortes Aich. Von 1797 bis 1808 unterstand der Ort dem Justiz- und Kammeramt Windsbach.
Im Rahmen des Gemeindeedikts wurde Hammerschmiede dem 1808 gebildeten Steuerdistrikt Aich und der 1810 gegründeten Ruralgemeinde Aich zugeordnet.
1904 wurde das Anwesen versteigert, weil sich der damalige Besitzer Johann Georg Dörflein übernommen hatte. Der neue Besitzer Friedrich Wäger legte die Hammerschmiede still und nutzte die Mühle nur noch als Schrotmühle. Konrad Rottler, der Enkelsohn des Friedrich Wäger, willigte 1976 in die Stilllegung der Mühle ein, damit ein Straßendamm für die Staatsstraße 2410 errichtet werden konnte.
Im Zuge der Gebietsreform in Bayern wurde diese am 1. Januar 1972 nach Neuendettelsau eingemeindet. Der Ort besteht heute aus einem Bauernhof und der ehemaligen Mühle.

### Bau- und Bodendenkmäler
- Hier gab es eine Siedlung der Jungsteinzeit.[12]
- Hammerschmiede 3: Scheune

### Einwohnerentwicklung
| Jahr      | 1836   | 1840   | 1861   | 1871   | 1885   | 1900   | 1925   | 1950   | 1961   | 1970   | 1987   | 2007   | 2013  |
| Einwohner | 12     | 14     | *      | 6      | 10     | 3      | 12     | 18     | 8      | 6      | *      | 7      | 6     |
| Häuser    | 1      | 2      |        |        | 2      | 1      | 2      | 2      | 2      |        | *      |        |       |
| Quelle    | [ 14 ] | [ 15 ] | [ 16 ] | [ 17 ] | [ 18 ] | [ 19 ] | [ 20 ] | [ 21 ] | [ 22 ] | [ 23 ] | [ 24 ] | [ 25 ] | [ 1 ] |

## Religion
Der Ort ist seit der Reformation evangelisch-lutherisch geprägt und nach St. Michael (Weißenbronn) gepfarrt. Die Einwohner römisch-katholischer Konfession waren ursprünglich nach St. Vitus (Veitsaurach) gepfarrt, später war die Pfarrei Unsere Liebe Frau (Heilsbronn) zuständig, seit 1992 ist es die Pfarrei St. Franziskus (Neuendettelsau).